# Паломена зелена
Паломена зелена, щитник зелений (Palomena prasina) — вид клопів з родини щитників (Pentatomidae).

## Морфологія
Довжина тіла комахи становить 12-14 мм. Протягом літа має зелене забарвлення, але восени набуває брунатного кольору. Зимує в стадії дорослої комахи, яка навесні знову відновлює зелений колір.

## Поширення
Поширений у Європі, помірній смузі Азії та Північній Африці.

## Екологія

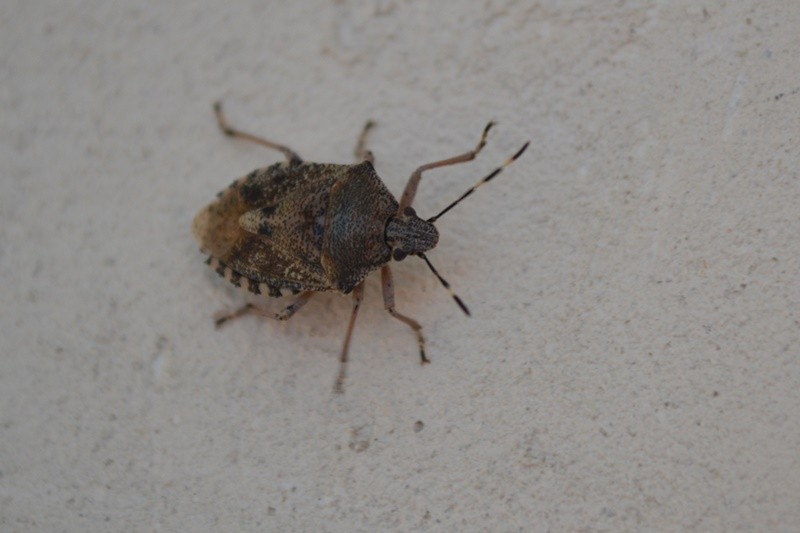
Осіннє забарвлення клопа

Багатоїдний мезофільний вид. Може пошкоджувати городні та ягідні культури (особливо малину), а інколи й чагарники.
Якщо жука потурбувати, то він виділяє пахучу рідину із залоз, яка має неприємний запах. Запах відчувається на відстані до 3 м, якщо рідина потрапляє на обличчя, то обпікає шкіру. Через неприємний запах в народі прозвали бздюхою.